# Real Club Náutico C.A.S. de Ceuta

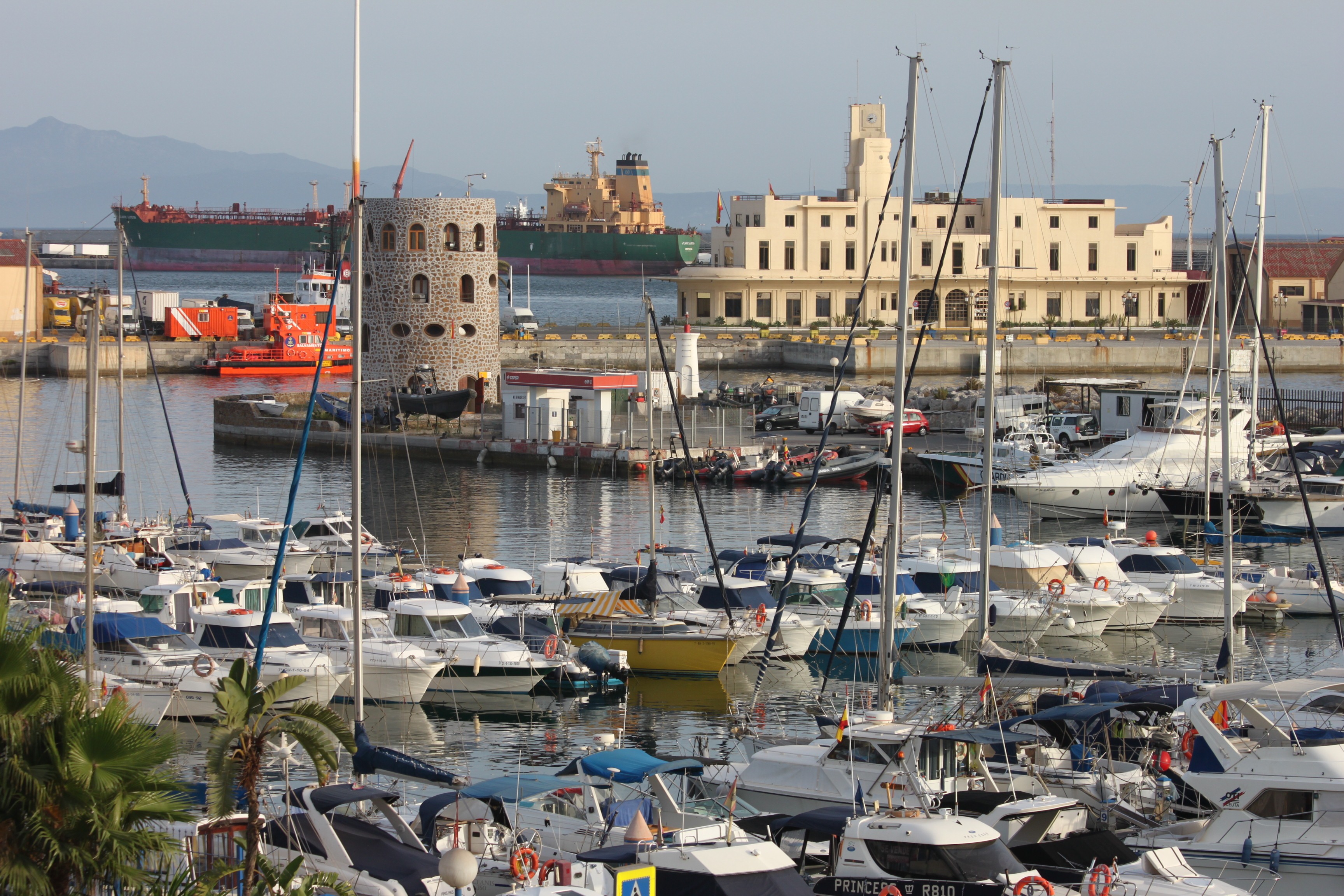
Sede del club.

El Real Club Náutico C.A.S. de Ceuta es un club náutico español con sede en la ciudad autónoma de Ceuta.

## Historia
Fue fundado como Club de Actividades Submarinas de Ceuta el 2 de mayo de 1956 por un grupo de ceutíes encabezados por Salvador Fossati Ruiz que se reunía en la calle espino, 16, donde aprobaron sus estatutos, siendo reconocidos por la autoridad competente en el mes de noviembre de ese mismo año. Fue uno de los primeros clubes en formar parte de la Federación Española de Actividades Subacuáticas.
El Rey Juan Carlos I concedió el 23 de abril de 2012 el título de "Real" al club, convirtiéndose en la primera entidad deportiva ceutí en obtener el título honorífico.

## Deportistas
- Piragüismo: José Ramón López Díaz-Flor, plata olímpica en K4 y campeón del mundo en la misma modalidad; Martín Vázquez López, 3º clasificado en los campeonatos del mundo por relevos; Pedro Falcón Siero, seis medallas de oro en los campeonatos de España.
- Pesca submarina: Antonio Amores, destacado miembro del equipo nacional de pesca submarina; Javier Amores, 3º clasificado en el campeonato del mundo por equipos del año 2006, campeón del mundo por equipos en el año 2008 y campeón de Europa por equipos en el año 2009.
- Orientación subacuática: Juan Rodríguez, Juan Díaz Triano, Francisco Lecha y Miguel “Cubalita”, que bajo la dirección técnica de Juan Bravo fueron 2º clasificados en los campeonatos de España por equipos celebrados en San Sebastián, a la vez que clasificados para los campeonatos de Europa en Austria del año 1969.
- Vela: Fernando y Andrés Blasco, Pascual Brieba Bosque y Agapito Calvo Fontecha.
- Motonáutica: Jesús González y Amram.